# Lumea toată e un circ
Lumea toată e un circ este un album realizat de formația Iris și apărut la 23 octombrie 2018 la casa de discuri MediaPro Music. Acest disc este al șaisprezecelea album de studio al formației și primul material din istoria Iris realizat fără aportul lui Cristi Minculescu, emblematicul solist vocal care a făcut parte din trupă vreme de aproape patru decenii. Locul lui Minculescu este luat de Costi Sandu, vocalist de metal, cunoscut pentru activitatea sa din mai multe formații, între care Voltaj, Krypton, M.S. și Transilvania.
La sfârșitul lunii august 2017, trei vechi componenți Iris, Cristi Minculescu, chitaristul Valter Popa și basistul Doru Borobeică (Boro), părăsesc formația. În acest context, bateristul Nelu Dumitrescu, liderul și unul dintre membrii fondatori, anunță că grupul își va continua activitatea sub numele de Iris, dar într-o componență diferită care, alături de mai vechiul claviaturist Relu Marin, va include muzicieni noi. Astfel, alături de Nelu Dumitrescu și Relu Marin, formula este completată de Costi Sandu și basistul George Costinescu (ambii activând la acel moment în grupul M.S. al lui Doru Istudor), chitaristul Alin Moise (fost component Gothic și Kempes), bateristul Cristi Lucian Dumitrescu (fiul lui Nelu, colaborator al Iris-ului începând din 2003 și fost membru Voodoo) și Nuțu Olteanu (unul din cei trei fondatori Iris în 1976–1977, actualmente stabilit în Suedia, motiv pentru care participă doar la concertele importante și la înregistrări).
La 21 septembrie 2017 este lansată prima piesă în noua componență, „Poți spune orice”, pe versurile lui George Costinescu și înregistrată cu două seturi de tobe, ritmul sincron fiind asigurat de Nelu și Cristi, tată și fiu. Acest single, care marchează începutul unei noi etape în istoria grupului, reprezintă prima colaborare între Iris și casa de discuri MediaPro Music. Melodia este însoțită de un videoclip realizat de George Petroșel în studioul Stage Expert și publicat la 15 octombrie. Ulterior, pe 27 octombrie, are loc concertul aniversar „Iris 40 de ani” la Berăria H din Capitală, avându-l ca invitat pe Dan Bittman, solistul de la Holograf, care a cântat cu Iris în perioada 1984–1985.
Al doilea single al noului Iris este balada rock „Poveste fără sfârșit”. Videoclipul aferent, lansat la 22 ianuarie 2018, a fost regizat de Claudia Șimon sub egida TOS Media Productions. Filmările au avut loc în mai multe locații din țară, cât și în studioul Stage Expert. În aprilie 2018 chitaristul Alin Moise părăsește grupul și este înlocuit de tânărul Andrei Bălașa. Pe 13 iunie 2018 apare al treilea single, „Noapte nebună”, compoziție al cărei text este semnat de Liliana Ștefan.
La 15 octombrie, în avanpremiera concertului de lansare a albumului Lumea toată e un circ, MediaPro Music publică piesa care dă numele noului material, însoțită de o animație video realizată de Valentin Dragomir. Spectacolul de lansare are loc pe 23 octombrie 2018, în București, la Hard Rock Cafe. Concertul este filmat de Dragoș Burlacu (Buzău Live Music), fiind oferit emisiunii Remix realizată de Doru Ionescu pentru Televiziunea Română. La 17 noiembrie este difuzată o ediție Remix dedicată acestui eveniment, cu filmări din concertul de lansare, interviuri și fragmente din videoclipurile „Lumea toată e un circ”, „Poți spune orice” și „Poveste fără sfârșit”.
Lumea toată e un circ, apărut după o pauză discografică de șase ani, reprezintă primul album compus și înregistrat fără participarea a trei muzicieni marcanți în istoria Iris: Cristi Minculescu, Doru Borobeică și Valter Popa. Compozițiile au început să apară cu doi ani înainte de definitivarea albumului, iar înregistrările au fost efectuate pe parcursul unui an, între august 2017 și august 2018. Muzica este semnată de membrii formației, iar versurile de George Costinescu, Relu Marin, Sorin Poclitaru, Andrei Păunescu și Liliana Ștefan. Discul, produs de Nelu Dumitrescu și Relu Marin, include 14 piese noi (inclusiv cele trei single-uri lansate în prealabil), o piesă veche refăcută („Noaptea”, prima baladă a grupului Iris, compusă de Nuțu Olteanu pe versurile Georgetei Dumitrescu și apărută în 1984, pe LP-ul de debut) și două pasaje recitative înregistrate cu participarea actorului Bogdan Stanoevici. Albumul se încadrează în stilurile hard rock și heavy metal, tabloul general creat de piesele de forță fiind întregit de cele trei balade: „Vrem timpul înapoi”, „Poveste fără sfârșit” și „Noaptea” (ultima apărând ca bonus).
Materialul discografic a fost lansat prin intermediul caselor de discuri MediaPro Music și Universal Music România, fiind distribuit în două formate fizice: compact disc (CD digipak) și dublu disc vinil (2 LP). De asemenea, este disponibil în format digital.
Pe 10 iunie 2019, încă o piesă extrasă de pe album este lansată ca single: „Amintiri de clovn”, versurile aparținându-i lui Relu Marin. Pe 22 noiembrie, la un an de la lansarea albumului, are loc spectacolul conceptual „Lumea toată e un circ”, organizat la Circul Metropolitan București, ce presupune colaborarea între o formație rock și personalul circului, cu participarea mai multor invitați. Piesele vechi și cele noi sunt însoțite de efecte speciale, proiecții video, jocuri de lumini și sunet. Concertul este filmat de Televiziunea Română, fiind difuzat de TVR 1 pe 2 ianuarie 2020.

## Listă piese
| Nr.             | Titlu                                                     | Autor(i)                                                                          | Versuri                       | Lungime |  |
| 1.              | „Lumea toată e un circ - Prolog” (voce Bogdan Stanoevici) |                                                                                   | Andrei Păunescu               | 2:07    |  |
| 2.              | „Lumea toată e un circ”                                   | Nelu Dumitrescu, Relu Marin, Costi Sandu, Andrei Bălașa, Cristi Lucian Dumitrescu | George Costinescu             | 4:16    |  |
| 3.              | „Noapte nebună”                                           | Nelu Dumitrescu, Relu Marin, Alin Moise, Costi Sandu                              | Liliana Ștefan                | 4:36    |  |
| 4.              | „Tu ai puterea”                                           | Alin Moise, Nelu Dumitrescu, Relu Marin, Costi Sandu                              | Liliana Ștefan                | 4:04    |  |
| 5.              | „Vrem timpul înapoi”                                      | Nelu Dumitrescu, Relu Marin, Costi Sandu, Andrei Bălașa                           | George Costinescu             | 4:15    |  |
| 6.              | „Marginalizat”                                            | Nelu Dumitrescu, Relu Marin, Andrei Bălașa, Costi Sandu                           | Andrei Păunescu               | 4:44    |  |
| 7.              | „Când ai o șansă”                                         | Costi Sandu, Nelu Dumitrescu, Relu Marin, Alin Moise                              | Liliana Ștefan                | 4:43    |  |
| 8.              | „Poți spune orice”                                        | Nelu Dumitrescu, Relu Marin, Alin Moise, Cristi Lucian Dumitrescu, Costi Sandu    | George Costinescu             | 4:00    |  |
| 9.              | „Amintiri de clovn”                                       | Andrei Bălașa, Nelu Dumitrescu, Relu Marin, Costi Sandu                           | Relu Marin                    | 3:45    |  |
| 10.             | „Căruța cu paiațe”                                        | Nuțu Olteanu, Nelu Dumitrescu                                                     | George Costinescu             | 3:01    |  |
| 11.             | „Fata Morgana”                                            | Nelu Dumitrescu, Relu Marin, Alin Moise, Costi Sandu                              | Liliana Ștefan                | 5:39    |  |
| 12.             | „Poveste fără sfârșit”                                    | Nelu Dumitrescu, Relu Marin, Alin Moise, Costi Sandu                              | George Costinescu, Relu Marin | 4:28    |  |
| 13.             | „Om de tinichea”                                          | Andrei Bălașa, Nelu Dumitrescu, Relu Marin, Costi Sandu                           | Sorin Poclitaru               | 4:03    |  |
| 14.             | „Cercul vieții”                                           | Andrei Bălașa, Nelu Dumitrescu, Relu Marin, Costi Sandu                           | Sorin Poclitaru               | 5:03    |  |
| 15.             | „Călători în trenul fără naș” (voce Bogdan Stanoevici)    |                                                                                   | Andrei Păunescu               | 0:54    |  |
| 16.             | „Voi sunteți Iris”                                        | Nuțu Olteanu, Nelu Dumitrescu, Relu Marin, Andrei Bălașa, Costi Sandu             | Andrei Păunescu               | 4:39    |  |
| 17.             | „Noaptea” (bonus track)                                   | Nuțu Olteanu                                                                      | Georgeta Dumitrescu           | 4:45    |  |
| Lungime totală: | Lungime totală:                                           | Lungime totală:                                                                   | Lungime totală:               | 1:09:02 |  |

## Personal
- Nelu Dumitrescu – baterie (membru fondator, 1977)
- Nuțu Olteanu – chitară; vocal la piesa 10 (membru fondator, 1977)
- Relu Marin – claviaturi (membru din 2002)
- Costi Sandu – solist vocal (membru din 2017)
- Andrei Bălașa – chitară (membru din 2018)
- George Costinescu – bas (membru din 2017)
- Cristi Lucian Dumitrescu – baterie (membru din 2017)
- Alin Moise – chitară (membru în perioada 2017–2018)
- Bogdan Stanoevici – recitativ la piesele 1 și 15 (invitat)

Înregistrări muzicale, mixaje și masterizare: Studio SAE Institute Bucharest (între august 2017 și august 2018)

Inginer de sunet: Cristi Dobrică

Concept și grafică: Iris și Emil Luca

Fotografie: Andrei Paraschiv

Management: Fundația Culturală Iris (reprezentanți Nelu Dumitrescu și Ioan Gorgan)

Producători muzicali: Nelu Dumitrescu, Relu Marin.